# Ортизей
Ортизѐй (на италиански: Ortisei; на немски: Sankt Ulrich in Gröden, Санкт Улрих ин Грьоден, на ладински Urtijëi, Уртижей) е град и община в северна Италия, провинция Южен Тирол, регион Трентино-Южен Тирол. Разположен е на 1230 m надморска височина. Населението на града е 4610 души (към 28 февруари 2010).

## Език
Официални общински езици са и италианският и немският. Обаче най-голямата част от населението говори на ладински.
| %     | Роден език      |
| 5,55  | Италиански език |
| 12,13 | Немски език     |
| 82,32 | Ладински език   |